# Calavera
|  | No s'ha de confondre amb caravel·la. |

La calavera és el crani humà, format pels ossos de la cara i el neurocrani.

## Composició
| Parts de la calavera, vista frontal |  | Parts de la calavera, vista frontal |
| Parts de la calavera, vista frontal |  | Parts de la calavera, vista lateral |

La calavera d'un adult consta normalment de 22 ossos. A excepció de la mandíbula, tots els ossos estan units a través de sutures, que són articulacions que permeten una mobilitat molt reduïda. Trobem 8 ossos del neurocrani, una capa protectora envoltant l'encèfal. 14 ossos de l'esplencnocrani, que són els ossos que suporten la cara. Al temporal podem trobar 6 ossicles de l'orella.
Conté els següents ossos: 
- Frontal
- Temporal (2)
- Occipital
- Parietal (2)
- Etmoide
- Esfenoide
- Vòmer
- Unguis
- Cornet nasal
- Maxil·lar superior
- Maxil·lar inferior
- Zigomàtic o Malar

## Simbologia de la calavera
La calavera està associada a la mort i com a tal apareix en nombroses obres d'art, sobretot per recordar la fugacitat de la vida i la desgràcia de la seva finitud. Una de les escenes més famoses de Hamlet, en la imagineria popular, representa el protagonista de la tragèdia amb una calavera a la mà en el seu monòleg existencialista "ser o no ser".
Per aquest significat de mort apareix en flascons de verins o tòxics (sobretot als dibuixos animats) i a la bandera pirata. Igualment indica que un personatge està mort als videojocs. En el folklore i les pel·lícules de terror determinats esquelets poden tornar a la vida per assassinar o espantar i sovint porten la calavera a les mans.